# Guy Fawkes
Guy Fawkes (York, 13 de abril de 1570-Londres, 31 de enero de 1606), también conocido como Guido Fawkes —nombre latino que adoptó—, fue un integrante del grupo de católicos ingleses que, descontentos con la no restauración del catolicismo por Jacobo I, atentaron contra el rey en la fallida conspiración de la pólvora en 1605.
Nació y creció en York. Perdió a su padre cuando tenía ocho años y tiempo después su madre contrajo matrimonio con un católico recusante. Fawkes se convirtió al catolicismo y se marchó de Inglaterra para combatir en la Guerra de los Ochenta Años en el bando de los Tercios españoles contra los protestantes neerlandeses de los Países Bajos. Asimismo, viajó a España en busca de apoyo para una rebelión de los católicos ingleses, pero no lo encontró. Poco después conoció a Thomas Wintour, junto al que regresó a Inglaterra.
Fue Wintour quien presentó a Fawkes y Robert Catesby, otro católico inglés que estaba planeando asesinar al rey Jacobo I y restaurar una monarquía católica en el trono de Inglaterra. Los conspiradores alquilaron un sótano situado bajo la Cámara de los Lores en Londres y a Fawkes se le encargó la tarea de vigilar los barriles de pólvora que allí se colocaron. Alertadas por una carta anónima, las autoridades registraron el palacio de Westminster a primera hora del día 5 de noviembre de 1605 y descubrieron a Fawkes junto a los explosivos. Detenido y encarcelado, en los siguientes días fue interrogado y torturado, tras lo cual finalmente confesó. Fue condenado a muerte por alta traición, pero debilitado por la tortura, inmediatamente antes de su ejecución pública el 31 de enero Fawkes cayó o saltó desde el cadalso en el que lo iban a ahorcar y se rompió el cuello, con lo que evitó la agonía de la mutilación que le esperaba.
Fawkes se convirtió en el símbolo de la conspiración de la pólvora, cuyo fracaso se conmemora en Inglaterra cada 5 de noviembre desde entonces en la conocida como Noche de Guy Fawkes, durante la cual se quema su efigie en una hoguera y se lanzan fuegos artificiales.

## Infancia y adolescencia
Guy Fawkes nació en Stonegate, York, en 1570. Era el segundo hijo de los cuatro del matrimonio formado por Edward Fawkes, procurador y abogado del tribunal eclesiástico de York, y Edith Blake. Sus padres eran protestantes ingleses, al igual que sus abuelos paternos, mientras que su abuela Ellen Harrington era hija de un prominente comerciante que llegó a ser alcalde de York en 1536. Los familiares maternos de Fawkes eran católicos recusantes y su primo, Richard Cowling, se convirtió en sacerdote jesuita. El nombre Guy era muy poco común en Inglaterra, pero quizá fuera más habitual en York gracias a un famoso juez de la ciudad, sir Guy Fairfax de Steeton.

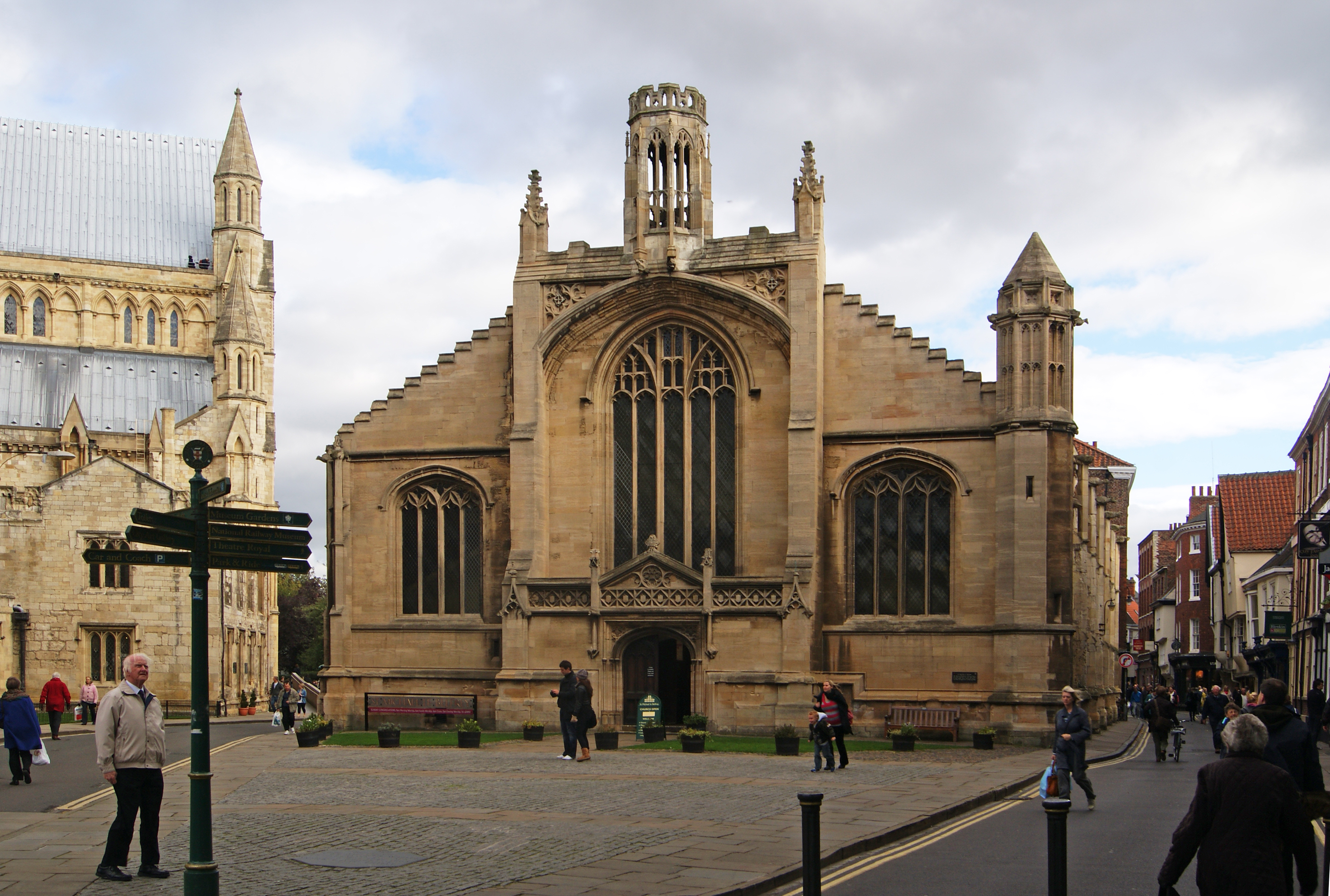
Iglesia de St. Michael le Belfrey, York, en la que fue bautizado Fawkes

No se conoce la fecha exacta del nacimiento de Fawkes, pero sí que fue bautizado en la iglesia de St. Michael le Belfrey el 16 de abril de 1570. Como entonces era costumbre bautizar a los bebés tres días después de su nacimiento, probablemente viniera al mundo el 13 de abril. En 1568 su madre Edith había dado a luz a una hija llamada Anne que murió con siete semanas de vida. Después de Guy, tuvo dos hijas: Anne en 1572 y Elizabeth en 1575. Las dos hermanas de Fawkes se casaron en 1599 y 1594, respectivamente.
En 1579, cuando Guy tenía ocho años, su padre falleció. Varios años después su madre se volvió a casar con el católico Dionis Baynbrigge, originario de Scotton, en Harrogate. Guy se convirtió al catolicismo por influencia de la familia católica recusante de Dionis y de otras familias como los Pulleyn y los Percy de Scotton. En su conversión religiosa también influyó el colegio católico en el que estudió, el St. Peter en York. Uno de los directores de esta escuela había pasado veinte años en prisión por su fe católica y otro, John Pulleyn, pertenecía a una familia notable de católicos de Yorkshire. En el libro The Pulleynes of Yorkshire (1915), la escritora Catharine Pullein sugiere que la educación católica de Fawkes fue responsabilidad de sus familiares Harrington, que eran conocidos por proteger a sacerdotes católicos, uno de los cuales viajó con Guy a Flandes entre 1592 y 1593. Fueron compañeros de clase de Fawkes los hermanos John y Christopher Wright (ambos implicados en la conspiración de la pólvora), Oswald Tesimond, Edward Oldcorne y Robert Middleton, todos ellos sacerdotes católicos (Middleton fue ejecutado en 1601).
Tras abandonar el colegio, Fawkes entró al servicio de Anthony Browne, I vizconde de Montagu, el cual lo acabó despidiendo poco tiempo después. También trabajó para Anthony-Maria Browne, II vizconde de Montagu, que sucedió a su abuelo cuando tenía 18 años. Al menos una base de datos biográfica afirma que Fawkes se casó y tuvo un hijo, pero ninguna fuente coetánea confirma este dato.

## Carrera militar
En octubre de 1591 Fawkes vendió la finca en Clifton que había heredado de su padre y emprendió un viaje al continente para combatir en la guerra de los Ochenta Años a favor del bando católico junto al ejército español contra las recién creadas Provincias Unidas de los Países Bajos y, desde 1595 hasta la Paz de Vervins en 1598, contra Francia. Aunque entonces Inglaterra no estaba luchando por tierra contra España, ambos reinos estaban todavía en guerra y, pocos años antes, en 1588, una gran armada española había intentado invadir Inglaterra. Fawkes se unió a sir William Stanley, un católico inglés y veterano comandante que había reclutado un ejército en Irlanda para luchar en la expedición a los Países Bajos de Robert Dudley, conde de Leicester. Stanley había sido un militar muy apreciado por la reina Isabel I de Inglaterra, pero tras su rendición en Deventer ante los españoles en 1587, él y la mayor parte de sus tropas habían cambiado de bando para servir a los intereses hispanos. Fawkes fue ascendido a alférez y combatió en el asedio de Calais en 1596. En 1603 fue recomendado para el ascenso a capitán. Ese mismo año viajó a España, concretamente a Valladolid, ya que la corte real se había instalado allí, en busca de apoyos para una rebelión católica en Inglaterra y aprovechó la ocasión para adoptar la forma latinizada de su nombre, Guido. En su memorando describió a Jacobo I como «un hereje» que pretendía «expulsar de Inglaterra a todos los papistas». También criticó a Escocia y a los nobles escoceses favoritos del rey Jacobo escribiendo que «no será posible reconciliar en mucho tiempo estas dos naciones tal y como son ahora». Aunque en España fue recibido con cortesía, la corte del rey Felipe III no quiso ofrecerle ningún apoyo.

## La conspiración de la pólvora

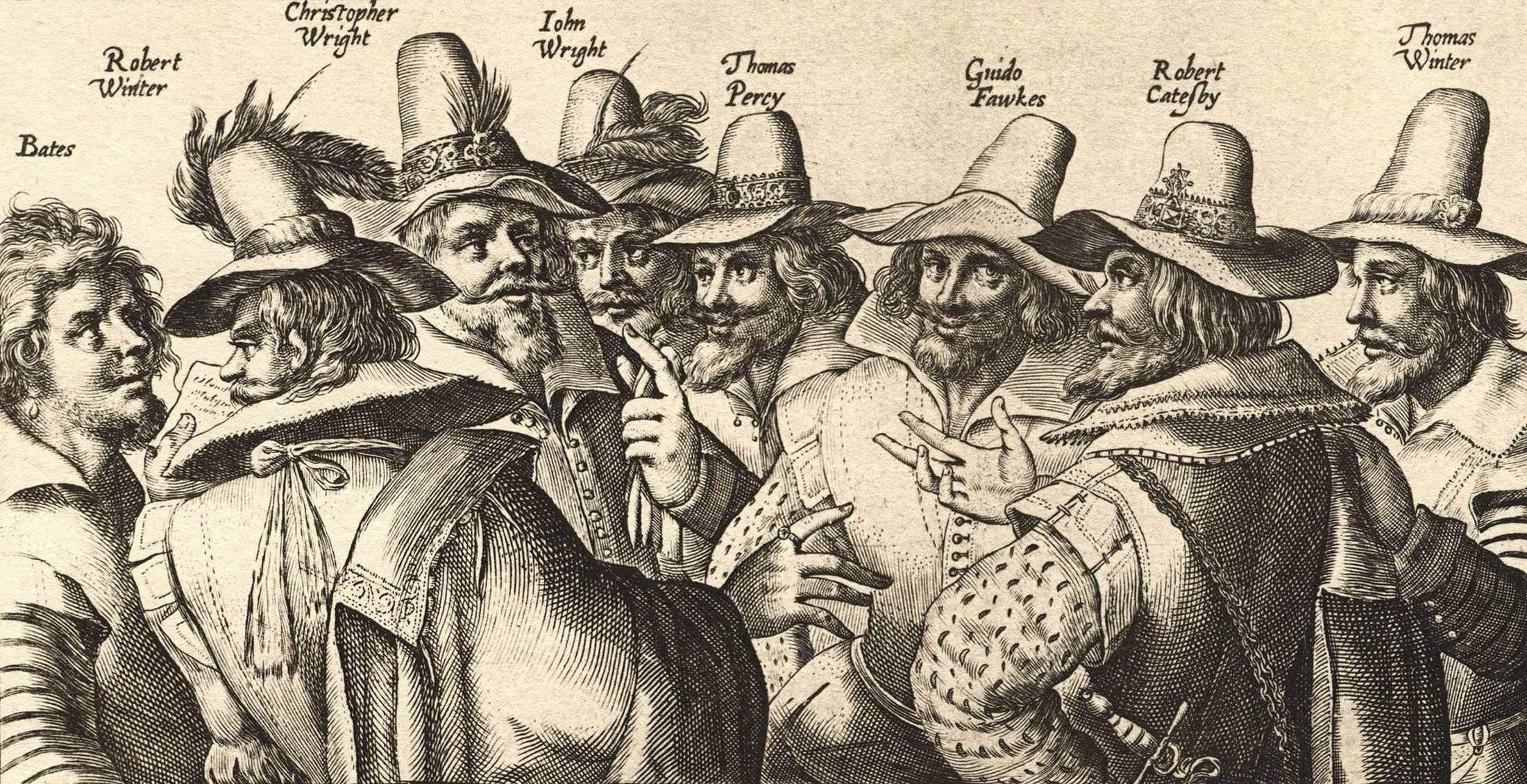
Un grabado contemporáneo que retrata a ocho de los trece conspiradores, elaborado por Crispijn van de Passe. Fawkes es el tercero por la derecha

En 1604 Guy Fawkes se unió a un pequeño grupo de católicos ingleses liderados por Robert Catesby que planeaban asesinar al rey protestante de Inglaterra Jacobo I y entronizar en su lugar a la princesa Isabel, tercera en la línea sucesoria. Oswald Tesimond, un cura jesuita y antiguo amigo de escuela, describió así a Fawkes: «De trato agradable y carácter alegre, nada pendenciero y leal a sus amigos». Tesimond también afirmó que era «un hombre muy habilidoso en las artes de la guerra» y que poseía una mezcla de piedad y profesionalismo con las que se ganó el aprecio de sus compañeros en la conspiración. La escritora Antonia Fraser describe a Fawkes como «alto y de constitución fuerte, con una espesa cabellera entre morena y pelirroja, un largo mostacho a la moda de la época y una poblada barba también de tono rojizo» y que era «un hombre de acción… inteligente y con resistencia física, algo sorprendente para sus enemigos».
El primer encuentro entre los cinco principales conspiradores se celebró el sábado 20 de mayo de 1604 en el Duck and Drake, un local situado en el concurrido distrito del Strand de Londres. Catesby ya había propuesto, en un encuentro previo con Thomas Wintour y John Wright, matar al rey y a todo su gobierno haciendo estallar «la Casa del Parlamento con pólvora». Wintour, que en un principio puso objeciones a ese plan, acabó siendo convencido por Catesby para que viajara al continente en busca de ayuda. Wintour se reunió en Londres con Juan Fernández de Velasco y Tovar, condestable de Castilla, con el espía galés exiliado Hugh Owen y con sir William Stanley, el cual le hizo saber que Catesby no recibiría ninguna ayuda desde España. A pesar de ello, Owen le presentó a Guy Fawkes, que llevaba varios años fuera de Inglaterra y, por tanto, apenas era conocido en su país de origen. Wintour y Fawkes eran de una edad similar, ambos militares y los dos habían recibido ya una negativa directa de los españoles en sus peticiones de ayuda. Wintour puso a Fawkes al corriente de sus planes para «hacer algo en Inglaterra si la paz con España no nos ayuda» y, por ello, en abril de 1604 ambos regresaron a Inglaterra. Las noticias que traía Wintour no sorprendieron a Catesby, pues a pesar de los rumores alentadores que llegaban de las autoridades españolas, temía que estas no respondieran con hechos.

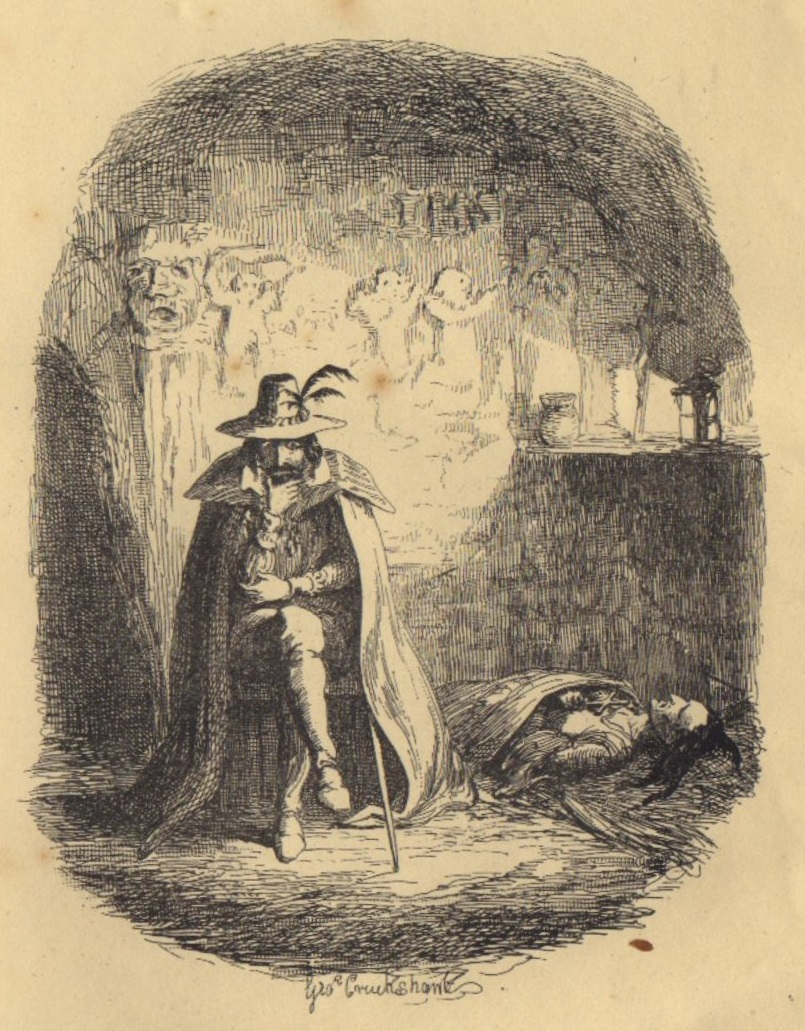
Guy Fawkes en una ilustración de George Cruikshank para la novela Guy Fawkes, de William Harrison Ainsworth (1840)

Uno de los conspiradores, Thomas Percy, fue ascendido en junio de 1604 y obtuvo así acceso a una casa en Londres que pertenecía a John Whynniard, encargado del vestidor del rey. Fawkes fue infiltrado como cuidador y comenzó a usar el seudónimo de John Johnson, sirviente de Percy. El relato contemporáneo de la persecución, tomado de la confesión de Wintour, afirma que los conspiradores intentaron excavar un túnel desde la casa de Whynniard hasta el Parlamento inglés, aunque esta historia pudo ser un invento del Gobierno, porque no se encontró ninguna evidencia de este túnel. El propio Fawkes no admitió la existencia de este pasadizo subterráneo hasta su quinto interrogatorio y tampoco fue capaz de indicar la supuesta ubicación del mismo. Sin embargo, si esta historia es cierta, hacia diciembre de 1604 los conspiradores estarían excavando el túnel cuando escucharon un ruido sobre sus cabezas. Fawkes fue enviado a investigar y regresó con la noticia de que la viuda del antiguo propietario de la vivienda estaba vaciando un sótano cercano, ubicado directamente bajo el Parlamento.
Los conspiradores alquilaron la habitación, que también pertenecía a John Whynniard. Abandonado y sucio, era un lugar ideal para colocar la pólvora que pensaban hacer estallar. De acuerdo con Fawkes, en principio compraron veinte barriles de pólvora y el 20 de julio otros dieciséis más. Sin embargo, el 28 de julio se retrasó la apertura del Parlamento hasta el martes 5 de noviembre por culpa de la epidemia de peste que sufría la ciudad.

### Europa
En un intento por obtener apoyo en el extranjero, en mayo de 1605 Fawkes viajó a la Europa continental e informó a Hugh Owen del plan de los conspiradores. En algún momento durante este viaje su nombre fue incluido en los archivos de Robert Cecil, conde de Salisbury, que empleaba una extensa red de espías por toda Europa. Uno de estos espías, el capitán William Turner, pudo ser quien dio aviso. Aunque la información que este pasó a Salisbury no hacía mención a la conspiración de la pólvora, el 21 de abril le escribió cómo Guy Fawkes iba a ser llevado a Inglaterra por Tesimond. Por entonces Fawkes era un conocido mercenario en Flandes y podría ser presentado al «señor Catesby» y a «honorables amigos de la nobleza que podrían tener armas y caballos preparados». Sin embargo, este informe de Turner no mencionaba el seudónimo de Fawkes en Inglaterra, John Johnson, y no llegó a Cecil hasta finales de noviembre, mucho después del descubrimiento de la conspiración.
No se sabe con exactitud cuando regresó Guy Fawkes a Inglaterra, pero es seguro que se encontraba en Londres a finales de agosto de 1605, cuando él y Wintour descubrieron que la pólvora almacenada en el sótano se había deteriorado. Trajeron más material explosivo y leña para ocultarlo todo. La última tarea de Fawkes en el complot se decidió durante las reuniones celebradas en octubre: debía prender la mecha y después huir atravesando el río Támesis. De forma simultánea, una revuelta espoleada en las Midlands por otros confabulados ayudaría a capturar a la princesa Isabel. Después del regicidio, Fawkes debería viajar al continente para explicar a los poderes católicos su santo deber de matar al rey y a su séquito.

### Descubrimiento

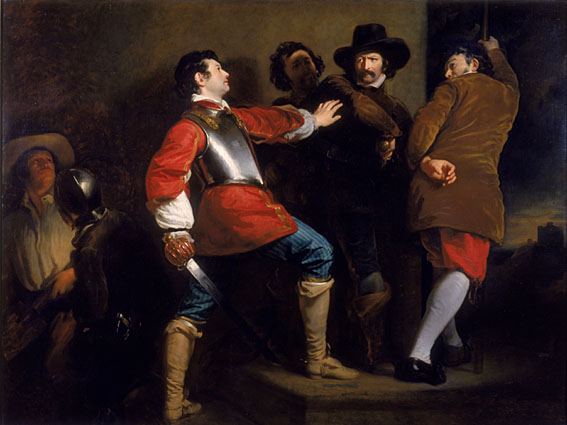
Descubrimiento de la Conspiración de la pólvora (c. 1823), por Henry Perronet Briggs

Varios de los conspiradores estaban preocupados porque en el Parlamento habría correligionarios católicos en el momento de su apertura. En la noche del 26 de octubre un noble católico, William Parker, barón de Monteagle, recibió una carta anónima que le advertía que se mantuviera alejado del Parlamento porque el lugar iba a recibir un terrible golpe. A pesar de que tuvieron noticia del envío de esta carta por boca de uno de los sirvientes de Monteagle, los conspiradores decidieron seguir adelante porque «parecía claramente una broma». Fawkes revisó el sótano de los explosivos el 30 de octubre e informó de que nada había sido tocado. Sin embargo, Monteagle comenzó a sospechar y enseñó la carta al rey Jacobo. El monarca ordenó a sir Thomas Knyvet que procediera a un registro de los sótanos bajo el Parlamento, el cual se llevó a cabo en las primeras horas del 5 de noviembre. Fawkes estaba en su puesto de vigía desde la noche anterior, equipado con material incendiario y un reloj de bolsillo que le había dado Percy «porque debía saber cómo pasaban las horas». Fue descubierto y arrestado mientras salía del sótano, poco después de la medianoche. Dentro, las autoridades hallaron los barriles de pólvora ocultos bajo pilas de leña y carbón.

### Tortura
Fawkes dijo llamarse John Johnson en su primer interrogatorio ante miembros de la Cámara Privada del Rey, durante el cual mantuvo una actitud desafiante. Cuando le preguntaron qué estaba haciendo en posesión de tal cantidad de pólvora, Fawkes respondió que su intención era «expulsaros a vosotros, mendigos escoceses, de vuelta a las montañas». Se identificó a sí mismo como un católico de 36 años originario de Netherdale en Yorkshire y afirmó que el nombre de su padre era Thomas y el de su madre Edith Jackson. Sobre las cicatrices en su cuerpo, dijo que eran secuelas de la enfermedad de la pleuresía. Admitió que su intención era hacer explotar la Cámara de los Lores y expresó su pesar por no haberlo conseguido. Su firme actitud ante las autoridades hizo que se ganara la admiración del rey Jacobo, que dijo que Fawkes poseía «una resolución romana».
Esta admiración, sin embargo, no impidió que el monarca ordenara el 6 de noviembre que «John Johnson» fuera torturado para que revelara los nombres del resto de los conspiradores. Especificó que la tortura fuera leve al principio y se refirió al uso de grilletes, pero que se empleara mayor dureza en caso necesario con el uso del potro de tortura: «Las torturas más leves se deben usar al principio y gradualmente se procederá hacia las peores». Fawkes fue trasladado a la Torre de Londres. El rey elaboró un listado de preguntas para «Johnson», como por ejemplo «Qué es, porque hasta ahora no he oído que nadie le conozca», «¿Cuándo y dónde aprendió a hablar francés?» y «Si era papista, ¿quién se lo inculcó?». La estancia en la que Fawkes fue interrogado acabaría siendo conocida por su nombre.

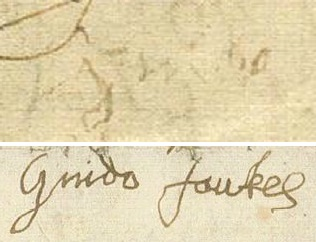
La firma de Fawkes, con el nombre «Guido», garabateada después de su tortura

Sir William Waad, teniente de la Torre de Londres, supervisó la tortura y obtuvo la confesión de Fawkes. Cacheó al detenido y encontró una carta, dirigida a Guy Fawkes, pero para sorpresa de Waad «Johnson» permaneció en silencio sin revelar nada de la conspiración o sus autores. En la noche del 6 de noviembre el prisionero habló con Waad, quien luego informó a Salisbury que «Él [Johnson] nos contó que desde que emprendió esta acción rezaba todos los días a Dios para que pudiera llevar a cabo algo que permitiría el avance de la Fe Católica y la salvación de su alma». Según Waad, Fawkes fue capaz de descansar durante la noche a pesar de que le había advertido que sería interrogado hasta que «Yo sepa hasta el último de tus pensamientos y todos tus cómplices». La resistencia de Fawkes se quebró en algún momento durante la tortura del día siguiente.
El observador sir Edward Hoby señaló que «Desde que Johnson está en la Torre, ha empezado a hablar inglés». Fawkes reveló su verdadero nombre el 7 de noviembre y dijo a sus interrogadores que había cinco personas implicadas en la conspiración para matar al rey. Comenzó a revelar sus nombres el día 8 y contó el plan para entronizar a la princesa Isabel. En su tercera confesión, el día 9, implicó a Francis Tresham. Después de la Conspiración de Ridolfi de 1571, los prisioneros debían dictar sus confesiones, copiarlas y firmarlas, si todavía podían hacerlo. Aunque no se sabe con certeza si llegó a ser torturado en el potro, la firma garabateada de Fawkes deja testimonio del sufrimiento que le infligieron sus interrogadores.

### Juicio y ejecución
El juicio a los ocho conspiradores detenidos comenzó el lunes 27 de enero de 1606. Fawkes fue trasladado en la misma barcaza desde la Torre de Londres hasta Westminster con los otros siete confabulados. Permanecieron encerrados en la Cámara Estrellada antes de ser llevados al Salón Westminster, donde fueron ubicados en un cadalso levantado al efecto. El rey y sus parientes más allegados observaron a escondidas cómo los lores comisarios leían la lista de cargos contra los detenidos. Fawkes fue identificado como Guido Fawkes, «también llamado Guido Johnson». Fawkes se declaró inocente, a pesar de su aparente aceptación de culpabilidad desde que fuera detenido.

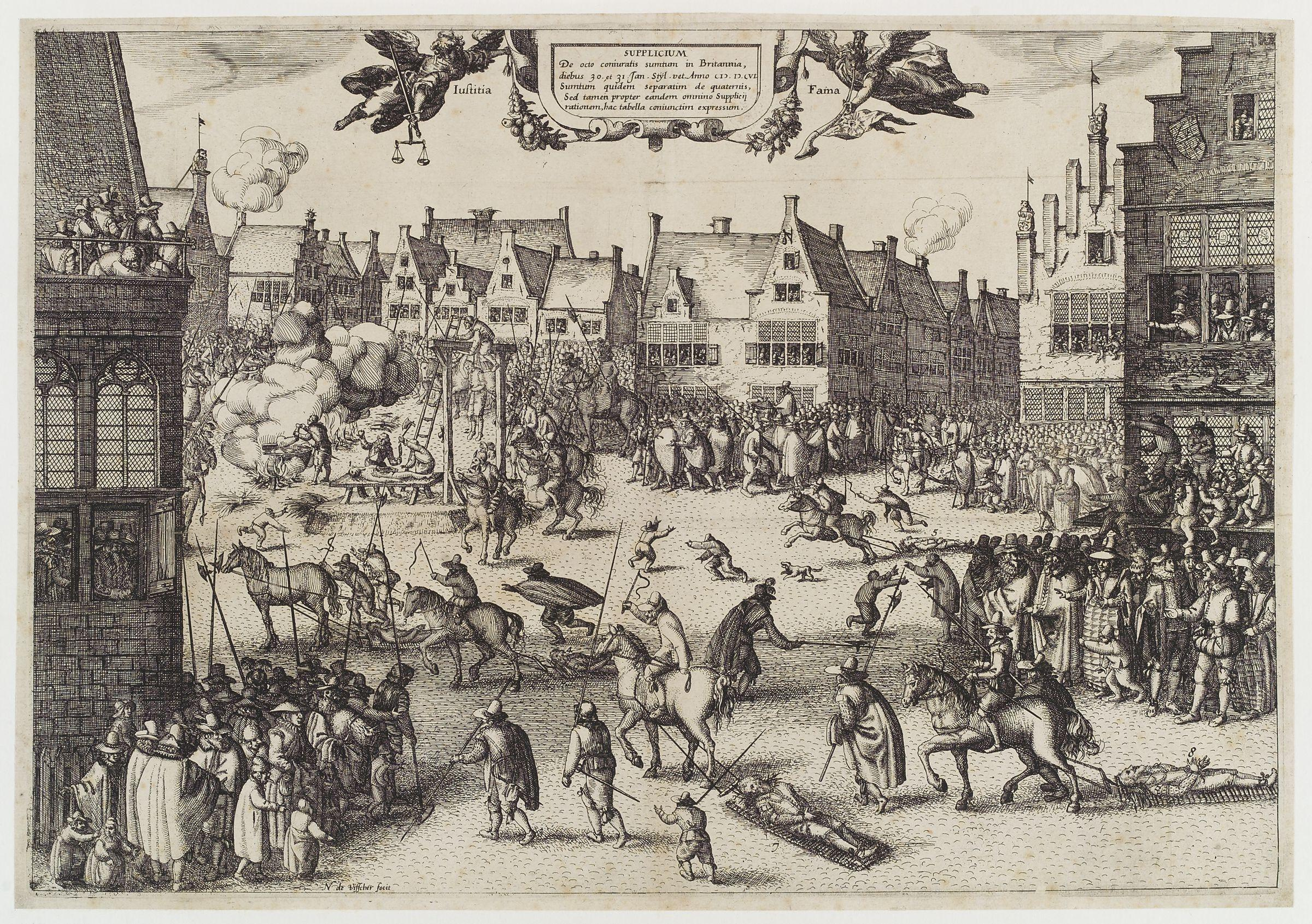
Grabado de 1606 que representa la ejecución de Fawkes, por Claes Janszoon Visscher

La sentencia nunca estuvo en duda. El jurado encontró culpables a todos los acusados y el lord jefe de la Justicia, sir John Popham, los sentenció por alta traición. El fiscal general, sir Edward Coke, dijo a la corte que cada uno de los condenados sería arrastrado con la cabeza contra el suelo por un caballo hasta su muerte. Debían «ser puestos entre el cielo y la tierra porque no eran dignos de ninguno». Sus genitales serían cortados y quemados delante de ellos, tras lo que les extraerían las entrañas y el corazón. Entonces serían decapitados y desmembrados para que las partes de sus cuerpos se expusieran públicamente y se convirtieran en «comida para las aves de presa». Los testimonios de Fawkes y Tresham sobre la traición de los españoles se leyeron en voz alta, así como las confesiones sobre la conspiración de la pólvora. La última prueba expuesta fue una conversación entre Fawkes y Wintour, que habían estado retenidos en celdas anexas y pensaron que hablaban en privado, pero sus palabras fueron escuchadas por un espía del Gobierno. Cuando se permitió hablar a los acusados, Fawkes expresó su inocencia por ignorar ciertos aspectos de la acusación.
El 31 de enero de 1606, Fawkes y otros tres condenados —Thomas Wintour, Ambrose Rookwood y Robert Keyes— fueron arrastrados desde la Torre atados sobre unas vallas de zarzo hasta el patio del Palacio Viejo de Westminster, frente al edificio que habían intentado destruir. Sus compañeros de conspiración fueron ahorcados y descuartizados antes que él. Fawkes fue el último en subir al cadalso y pidió clemencia al rey y al Estado al tiempo que sostenía sus cruces cristianas. Debilitado por la tortura y ayudado por el verdugo, Fawkes comenzó a subir la escalera hacia la soga en que iba a ser ahorcado, pero ya fuera porque saltó del cadalso o porque la soga estaba mal colocada, consiguió evitar la agonía de la última parte de la ejecución rompiéndose el cuello. A pesar de todo, su cuerpo sin vida fue descuartizado y, como era costumbre, las partes se distribuyeron «a las cuatro esquinas del reino» para ser exhibidas como advertencia a otros traidores.

## Legado

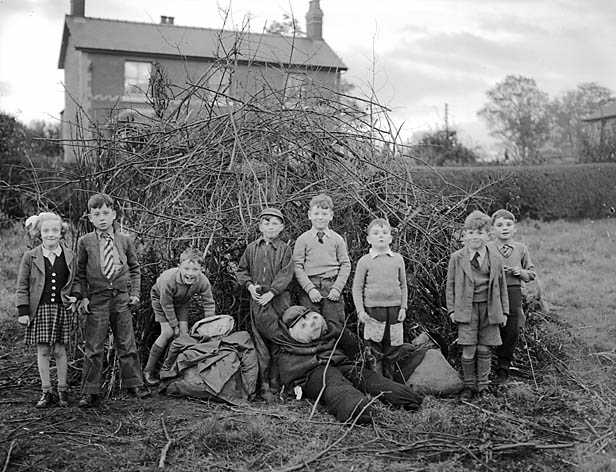
Niños británicos preparando las celebraciones de la Noche de Guy Fawkes (1954)

La máscara de Guy Fawkes de V de Vendetta es un símbolo de revolución y desobediencia civil.

El 5 de noviembre de 1605 las autoridades animaron a los londinenses a celebrar que se había evitado el asesinato del rey con el encendido de hogueras, «siempre cuidando que sus muestras de alegría se hicieran sin daños ni desorden». Una ley del Parlamento, que estuvo en vigor hasta 1859, designó cada 5 de noviembre como día de acción de gracias por «la jornada de feliz liberación». Aunque Guy Fawkes solo era uno de los trece conspiradores, en la actualidad es el más conocido de todos ellos.
En Gran Bretaña, el 5 de noviembre se ha llamado de varias maneras como Noche de Guy Fawkes, Día de Guy Fawkes, la Noche del Complot o la Noche de las Hogueras, esta última denominación directamente relacionada con la celebración original de 1605. Las hogueras se acompañaron de pirotecnia desde 1650 en adelante y, después de 1673, se convirtió en costumbre la quema de una efigie, normalmente del papa, cuando el presunto heredero del trono inglés, Jacobo, duque de York, hizo pública su conversión al catolicismo. Aunque Fawkes no era el líder del complot, fue utilizado por los sucesivos gobiernos como símbolo de los extremistas católicos y la celebración anual formó parte de la represión ejercida contra ellos durante los siguientes 200 años. Hasta 1797, los católicos no pudieron votar en las elecciones locales y, hasta 1829, en las elecciones al Parlamento inglés. En estas hogueras también se han quemado efigies de personajes históricos que se habían convertido en destinatarios de la ira popular, como Paul Kruger o Margaret Thatcher, aunque en tiempos recientes la figura que se suele quemar es la de Guy Fawkes. Normalmente son los niños quienes construyen el pelele a base de ropas viejas, papel de periódico y una máscara y, durante el siglo XIX, solía ser una persona vestida de manera estrafalaria. En algunas ocasiones, se denomina a Guy Fawkes como «el último hombre que entró en el Parlamento con intenciones honestas».
En la novela histórica Guy Fawkes; or, The Gunpowder Treason (1841), escrita por William Harrison Ainsworth, se retrata de manera simpática a Guy Fawkes, con lo que se creó una imagen popular del conspirador como «un personaje ficticio aceptable». Con el paso del tiempo Fawkes se ha convertido «esencialmente en un héroe de acción» en libros infantiles y novelas de escasa calidad como The Boyhood Days of Guy Fawkes; or, The Conspirators of Old London (Los días de infancia de Guy Fawkes; o Los conspiradores del Viejo Londres), publicada hacia 1905. Según el historiador Lewis Call, Fawkes es en la actualidad «un gran icono en la cultura política moderna», cuyo rostro ha pasado a ser «un instrumento potencialmente poderoso para la articulación del anarquismo posmoderno» a finales del siglo XX e inicios del xxi, ejemplificado por la célebre máscara que cubre el rostro del personaje V de la novela gráfica V de Vendetta de Alan Moore y David Lloyd y su adaptación al cine, en los cuales V lucha contra un ficticio estado fascista inglés. La máscara que utiliza el personaje, cuyo diseño está basado en los rasgos faciales de Fawkes, fue posteriormente adoptada por los miembros de la comunidad virtual Anonymous.